# 二緯路駅
二緯路駅（にいろ-えき）は中華人民共和国天津市南開区に位置する天津地下鉄1号線の駅。

## 駅構造
- 相対式ホーム2面2線の地下駅で、ホームドア完備。出口はA～Dの4箇所ある。

## 駅周辺
- 南開区司法局
- 南開区人民法院
- 南開区図書館
- 天津南開中学
- 天津市翔宇中学
- 南開医院
- 中国農業銀行

## 歴史
- 1984年12月28日 - 開業。
- 2001年10月19日 - リニューアル工事のため運転中止。
- 2006年6月12日 - 再開業。

## 隣の駅
- ■1号線

海光寺駅 - 二緯路駅 - 西南角駅
座標: 北緯39度07分49秒 東経117度10分06秒 / 北緯39.1302度 東経117.1684度